# Erik Sørensen
Erik Lykke Sørensen (ur. 22 stycznia 1940 w Odense) – duński piłkarz występujący na pozycji bramkarza. Trener piłkarski.

## Kariera klubowa
Sørensen karierę rozpoczynał w sezonie 1960 w pierwszoligowym zespole B1913. W sezonach 1962 oraz 1963 wywalczył z nim wicemistrzostwo Danii, a w sezonie 1963 także Puchar Danii. Pod koniec 1963 roku przeszedł do szkockiego Greenock Morton z Division Two. Spędził tam sezon 1963/1964, a potem odszedł do Hearts, grającego w Division One. W sezonie 1964/1965 wywalczył z nim wicemistrzostwo Szkocji.
W 1965 roku Sørensen wrócił do Greenock Morton, grającego już w Division One. W sezonie 1965/1966 spadł z nim jednak do Division Two. W 1967 roku został graczem zespołu Rangers. W sezonie 1967/1968 został w jego barwach wicemistrzem Szkocji. W 1968 roku ponownie przeszedł do Greenock Morton, które międzyczasie awansowało do Division One. W 1973 roku zakończył karierę.

## Kariera reprezentacyjna
W reprezentacji Danii Sørensen zadebiutował 23 czerwca 1963 w przegranym 2:3 meczu eliminacji do Letnich Igrzysk Olimpijskich z Rumunią. W latach 1963–1971 w drużynie narodowej rozegrał 15 spotkań.